# 中村輝子 (生物学者)
中村 輝子（なかむら てるこ、1936年10月23日 - ）は、日本の生物学者。日本女子大学名誉教授。学位は、理学博士。専門は植物生理学。

## 経歴
東京都生まれ。東京学芸大学学芸学部卒業、東京大学大学院理学系研究科博士課程修了。
1965年、日本女子大学助手。講師、助教授を経て、1975年、教授。1997年、第13回植物化学調節学会賞受賞。シダレザクラが枝垂れるしくみを解明したことで知られる。